# Karl-Heinz Appelt

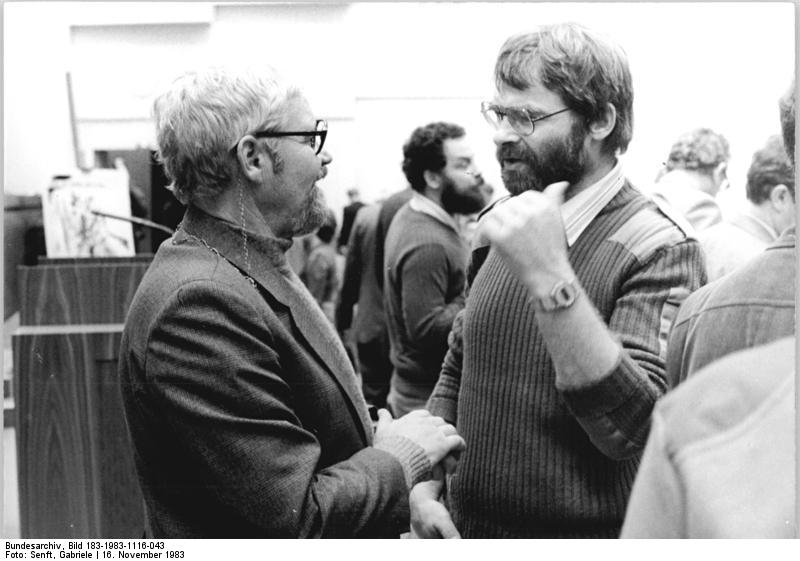
Karl-Heinz Appelt (r.) und Jo Jastram 1983 beim IX. Kongress des Verbandes Bildender Künstler der DDR

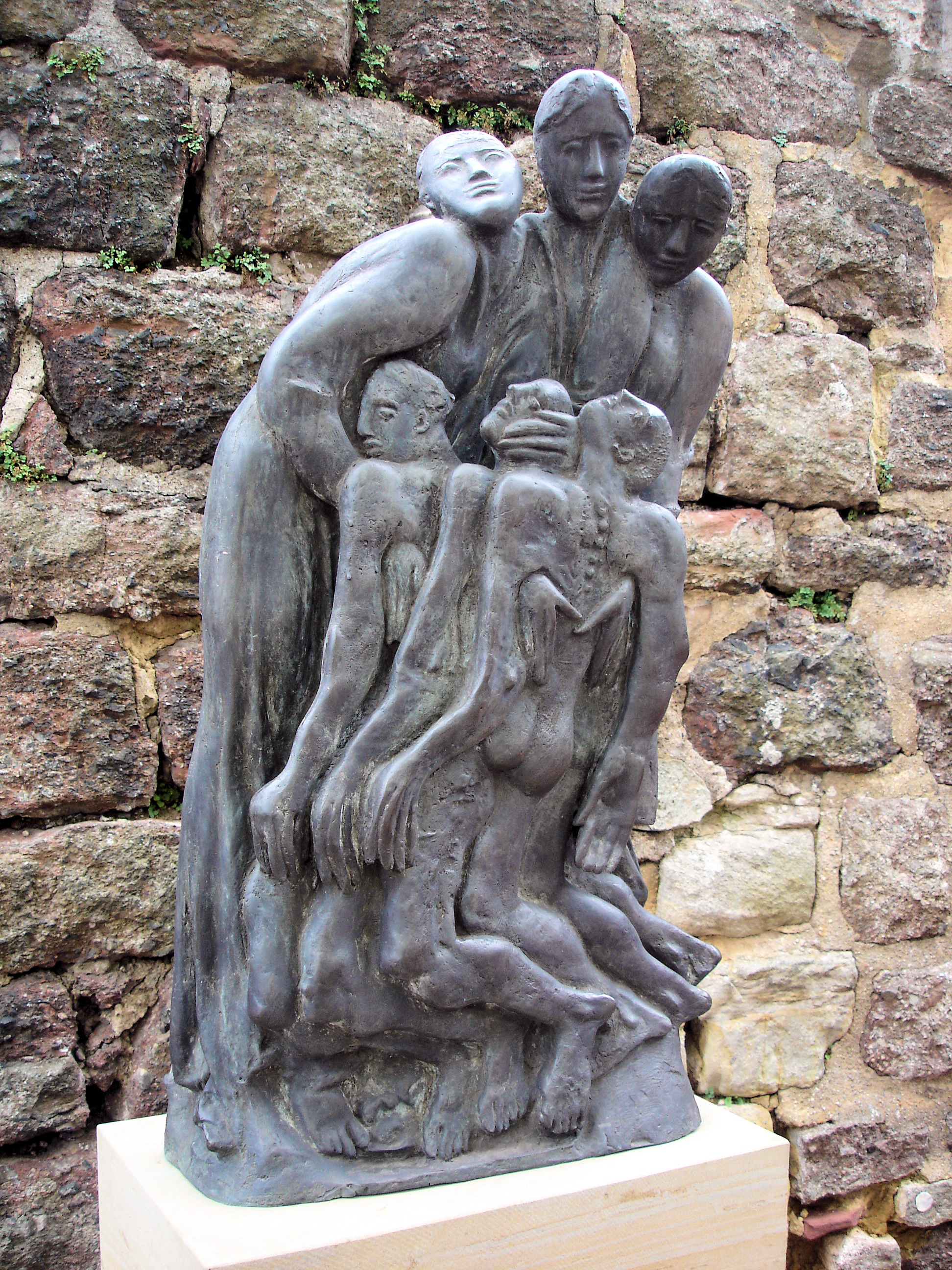
Die Kranken pflegen, Eisenach, 2007

Karl-Heinz Appelt (* 20. Juli 1940 in Radebeul; † April 2013 in Kahla) war ein deutscher Bildhauer, Plastiker und Grafiker.

## Leben und Wirken
Nach einer Lehre und Tätigkeit als Steinmetz und Steinbildhauer von 1955 bis 1960 studierte Appelt von 1960 bis 1965 an der Hochschule für Bildende Künste Dresden in der Fachrichtung Plastik bei Walter Arnold, Gerd Jaeger, Herbert Naumann und Hans Steger. Ab 1965 war er freiberuflich in Jena und ab 1978 in Kahla tätig. Von 1967 bis 1990 war Appelt Mitglied im Verband Bildender Künstler der DDR, u. a. als stellvertretender Vorsitzender der Zentralen Sektionsleitung Plastik.
Appelt hatte in der DDR und nach deren Ende eine bedeutende Anzahl von Einzelausstellungen und Ausstellungsbeteiligungen, u. a. von 1967 bis 1988 an allen Kunstausstellungen der DDR in Dresden.
Ab 1991 hatte Appelt einen Lehrauftrag für Plastik an der Hochschule für Grafik und Buchkunst Leipzig, von 1993 bis 2005 war er dort der Leiter der Werkstatt für Plastisches Gestalten.
Werke Appelts befinden sich u. a. in der Kunsthalle der Sparkasse Leipzig und in weiteren öffentlichen Sammlungen in Berlin, Cottbus, Dresden, Frankfurt/Oder, Gera, Halle, Jena, Magdeburg und Weimar. Er ist einer von 26 Bildhauern, die an der 450 m² großen Reliefwand „Lied des Lebens“ im Kultur- und Kongresszentrum Gera mitwirkten.

## Auszeichnungen (Auswahl)
- 1973: Preis der Internationalen Kleinplastik-Ausstellung Budapest

- 1975: Erich-Weinert-Medaille

- 1978: Kunstpreis der DDR
- 1981: Kunstpreis der Stadt Gera[4]
- II. Internationale Biennale der Kleinplastik, Budapest